# El Aricha
El Aricha (în arabă العريشة) este o comună din provincia Tlemcen, Algeria.
Populația comunei este de 6.673 de locuitori (2008).